# 罗斯基勒站
罗斯基勒站（丹麥語：Roskilde Station）是丹麦罗斯基勒的主要火车站。1847年6月26日启用，是丹麦现存火车站中历史最悠久的。1964年列入历史建筑名录。现有西兰岛西线铁路、西兰岛西北线铁路、丹麦小南线铁路3条铁路经过。罗斯基勒站还是经克厄站通往奈斯特韦兹站的丹麦小南线铁路，和通往凯隆堡站的西兰岛西北线铁路的终点站。
| 上一站                       | 丹麦国家铁路                        | 下一站                          |
| ---------------------------- | ----------------------------------- | ------------------------------- |
| 霍耶-措斯楚普站 开往：东门站 | 城际列车 哥本哈根⟷埃斯比约          | 灵斯泰兹站 开往：埃斯比约站     |
| 霍耶-措斯楚普站 开往：东门站 | 区域列车 哥本哈根⟷凯隆堡            | 霍尔拜克站 开往：凯隆堡站       |
| 霍耶-措斯楚普站 开往：东门站 | 区域列车 哥本哈根⟷罗斯基勒⟷勒兹比港 | 灵斯泰兹站 开往：勒兹比港站     |
| 特雷克罗纳站 开往：东门站    | 区域列车 哥本哈根⟷霍尔拜克          | 莱尔站 开往：霍尔拜克站         |
| 特雷克罗纳站 开往：东门站    | 区域列车 哥本哈根⟷斯劳厄尔瑟        | 西兰岛维比站 开往：斯劳厄尔瑟站 |
| 终点站                       | 区域列车 罗斯基勒⟷克厄⟷奈斯特韦兹   | 盖斯楚普站 开往：奈斯特韦兹站   |

## 历史
罗斯基勒站建成之初是丹麦第一条铁路“哥本哈根—罗斯基勒铁路”的西端终点站。1847年6月26日和“哥本哈根—罗斯基勒铁路”、哥本哈根火车总站第一代站房一同启用。“哥本哈根—罗斯基勒铁路”在建成之初由西兰岛铁路公司所有，施工方为英国工程公司“威廉·雷德福德”（William Redford）。西兰岛铁路公司及“哥本哈根—罗斯基勒铁路”后被丹麦国家铁路接管。有资料称罗斯基勒站和“哥本哈根—罗斯基勒铁路”一同由英国工程公司“威廉·雷德福德”（William Redford）设计，也有资料称罗斯基勒站的总设计师为丹麦建筑师J·F·梅耶尔（J.F. Meyer）。
罗斯基勒站的建筑设计参考了位于罗马的博尔盖塞别墅，正门两侧对称设有两座方形塔楼，屋顶采用坡屋顶设计。
1964年，罗斯基勒站主楼列入官方历史建筑名录。 建于1898年至1920年间的车房亦于1991年列入官方历史建筑名录。
1998年至2002年间，罗斯基勒站曾进行大规模整修。此次整修恢复了外墙原有的颜色，屋顶和地道均进行整修。加装了电梯和自动门。站厅内的地砖和家具也进行了更新。

## 图片集

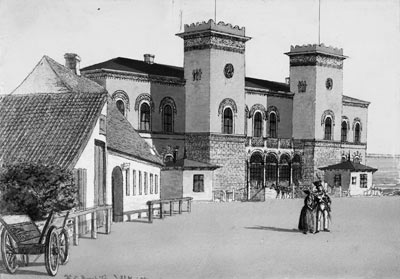
1849年时的罗斯基勒站，正门前的两个小亭子现已拆除。
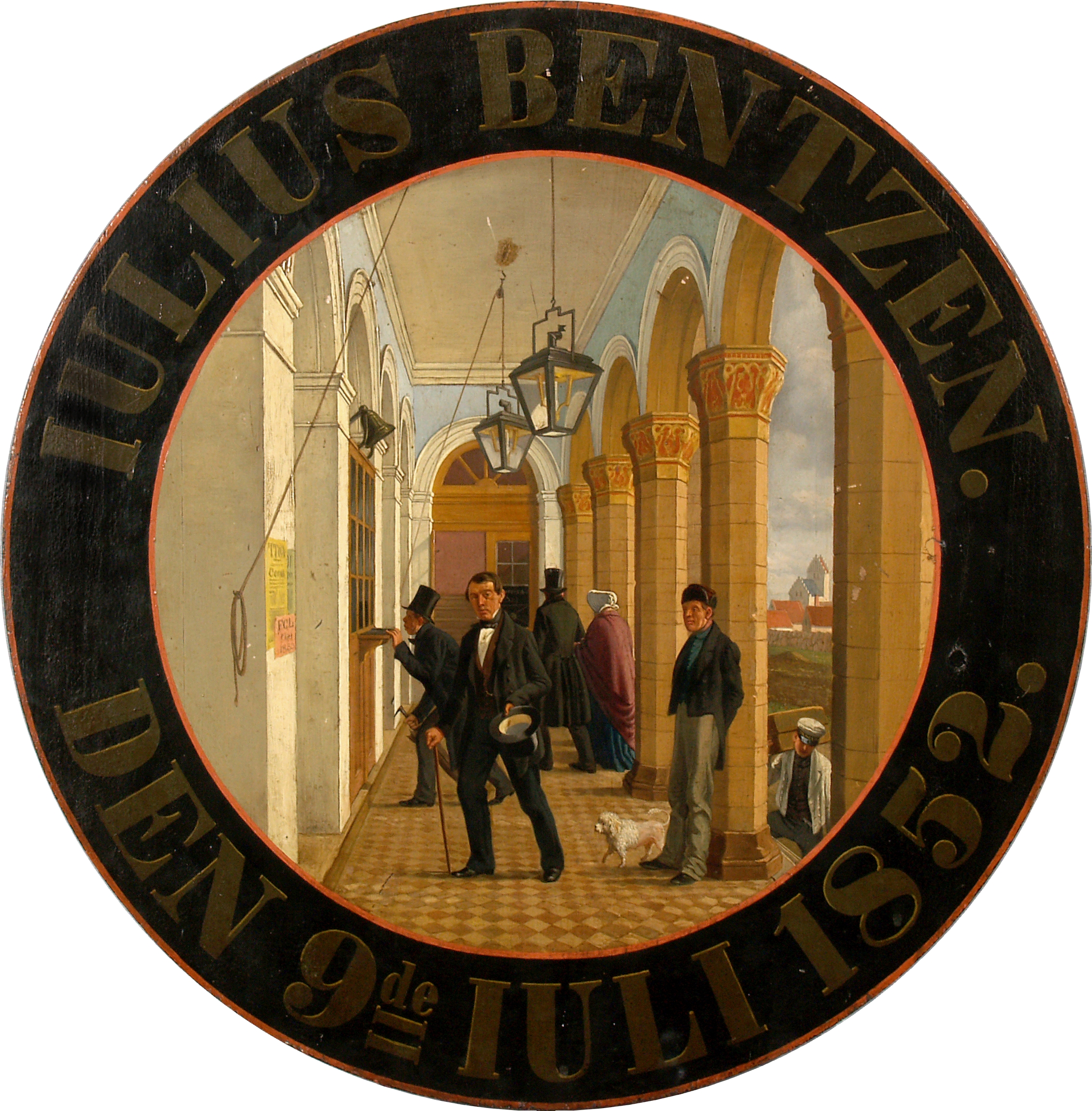
图中描绘的是罗斯基勒站正门前的门廊，创作于1852年
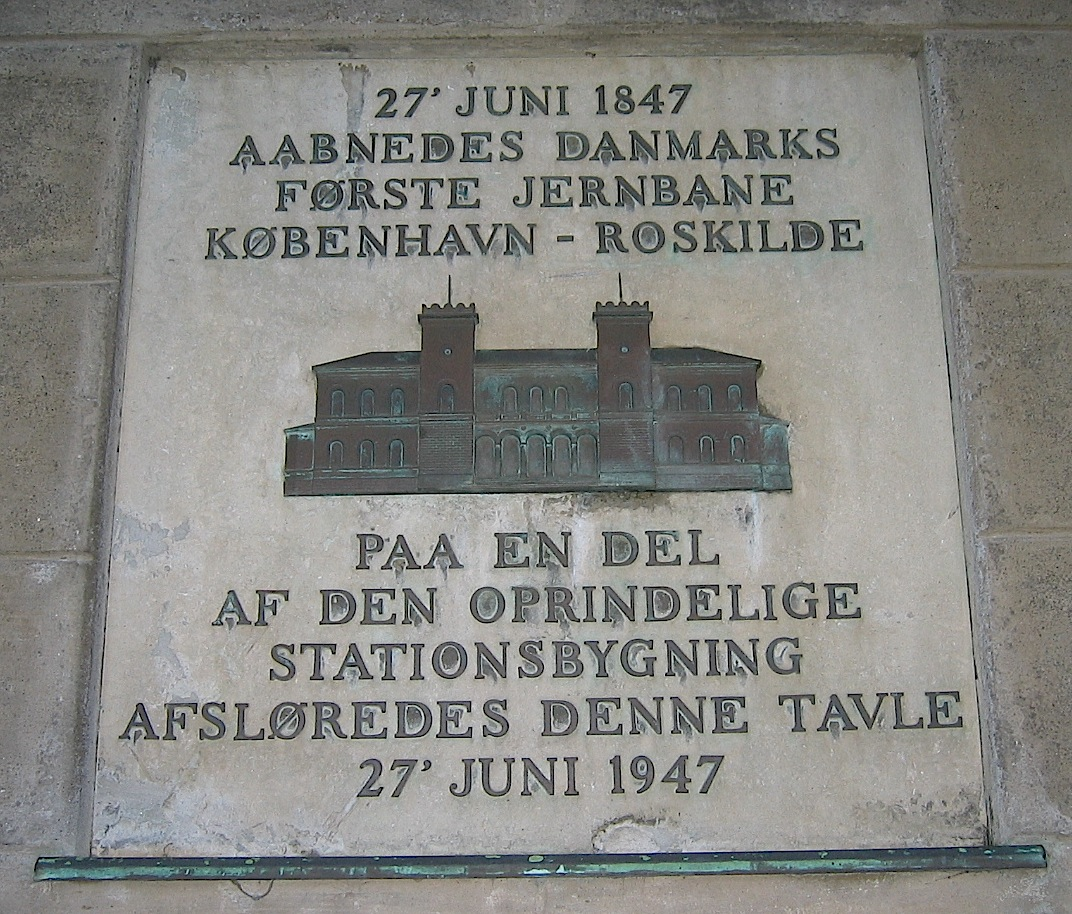
1947年在罗斯基勒站正门前设立的“哥本哈根—罗斯基勒铁路”通车百年纪念铭牌。
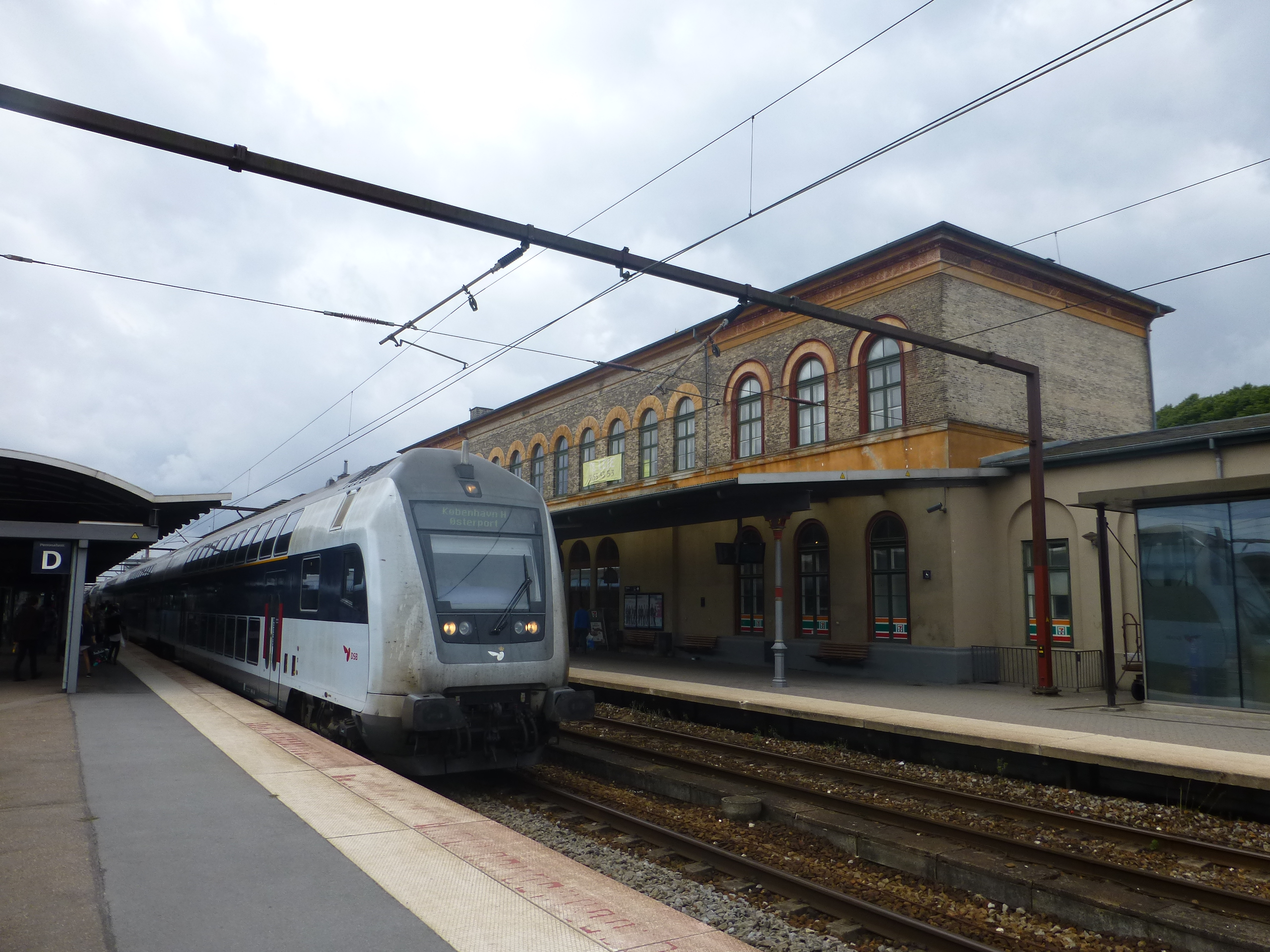
开往哥本哈根的东门站的火车
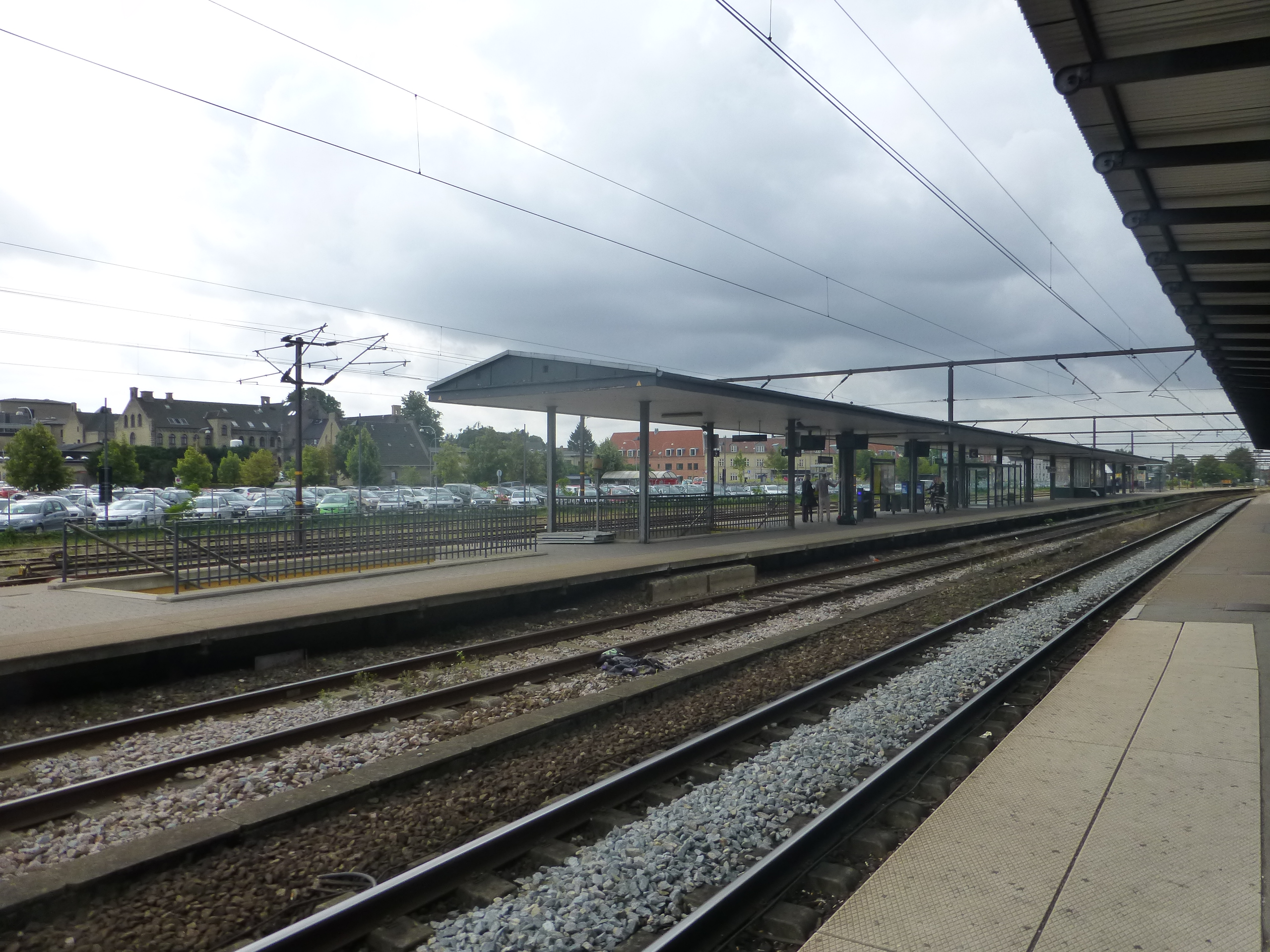
站台之一
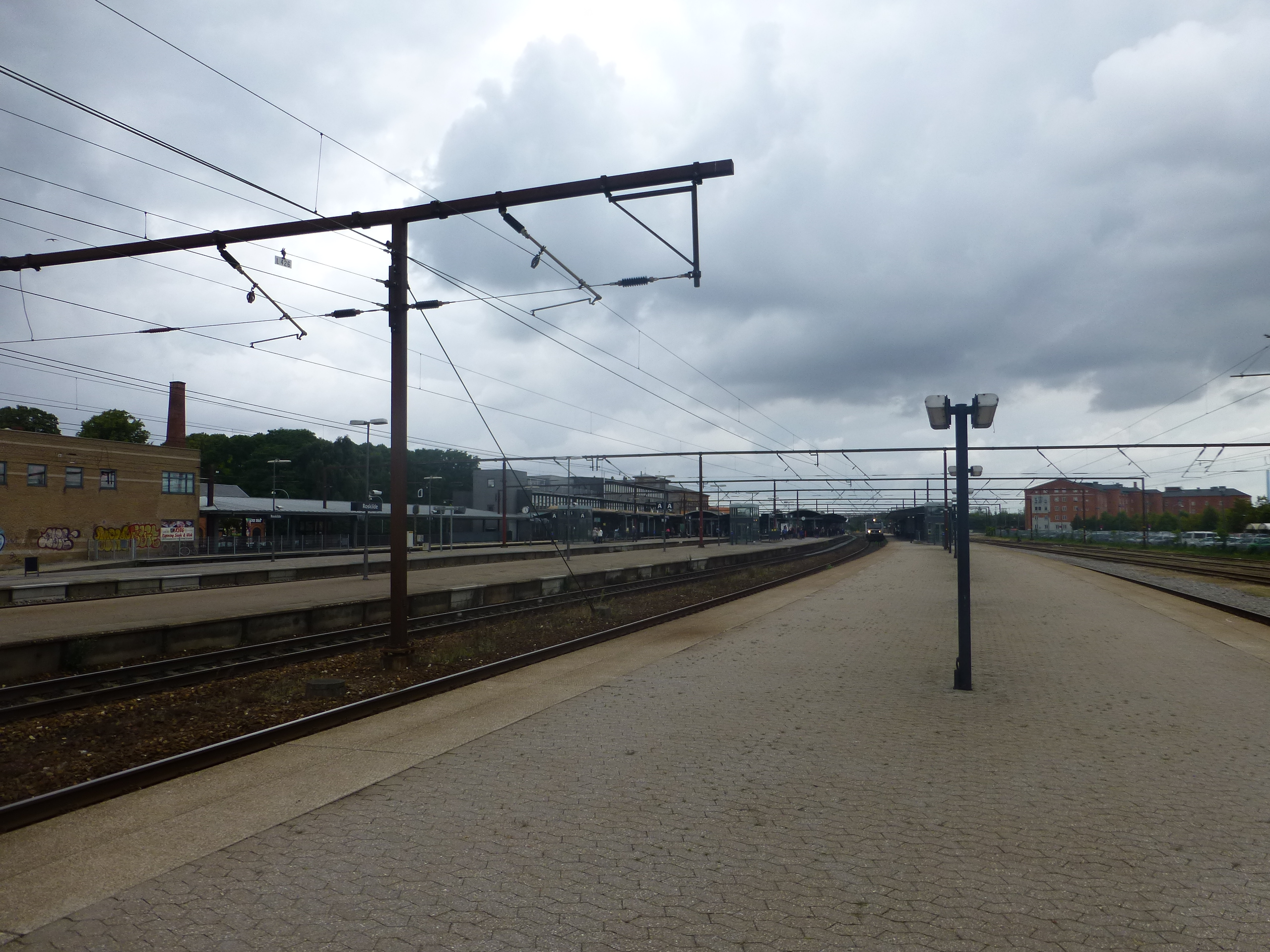
站台之二
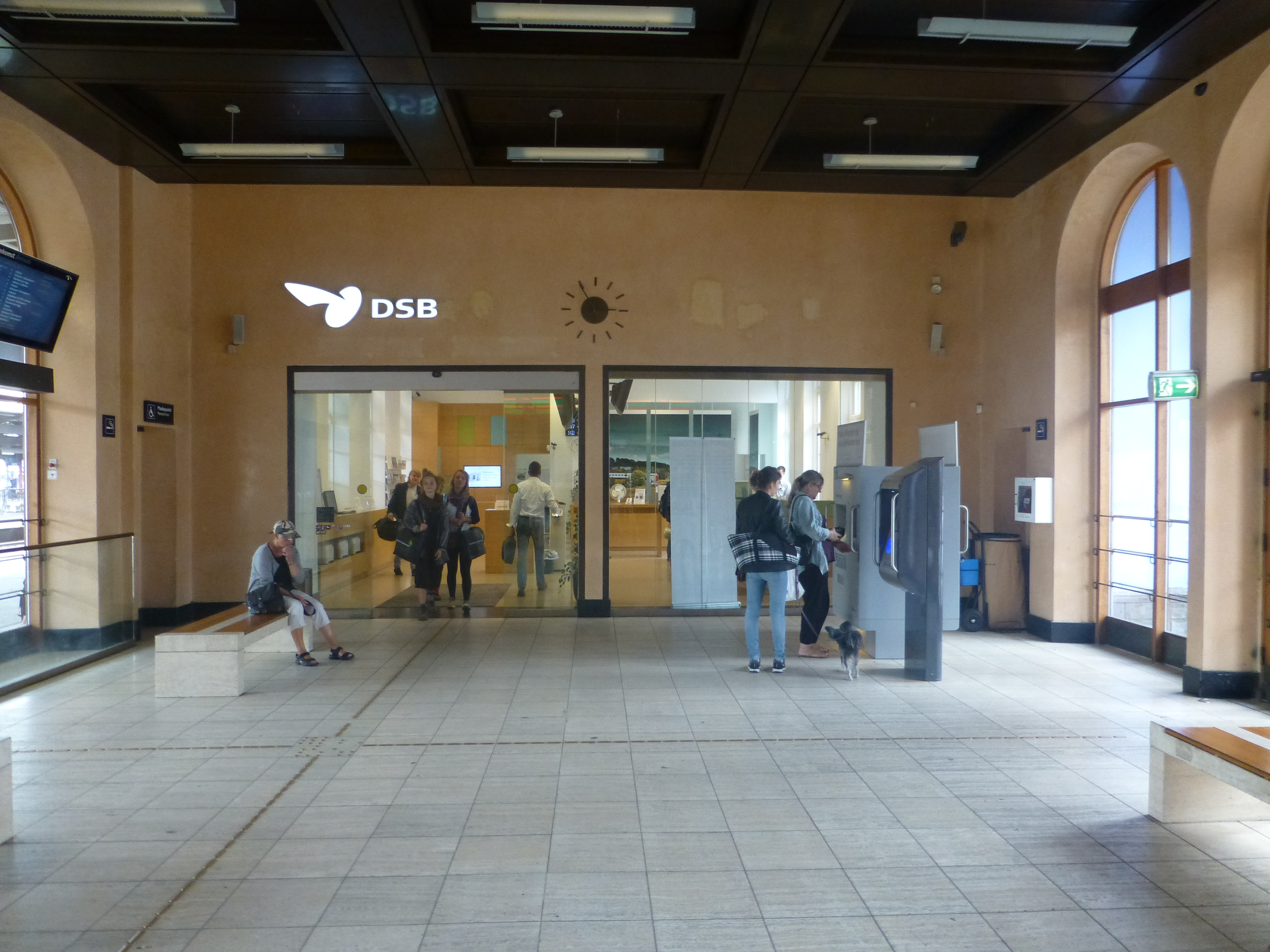
站厅

## 相邻车站
| 上一站                            | 丹麦国家铁路     | 下一站                              |
| --------------------------------- | ---------------- | ----------------------------------- |
| 特雷克罗纳站 往：哥本哈根火车总站 | 西兰岛西线铁路   | 西兰岛维比站 往：科雪尔站           |
| 本线终点                          | 西兰岛西北线铁路 | 莱尔站 往：凯隆堡站                 |
| 本线终点                          | 丹麦小南线铁路   | 罗斯基勒节日广场站 往：奈斯特韦兹站 |

## 外部連結
- 丹麦国家铁路官网对罗斯基勒站的介绍 （页面存档备份，存于）（丹麦文）